# オリナス一宮
オリナス一宮（オリナスいちのみや）は、愛知県一宮市にある公共施設である。

## 概要
- 生活、文化及び教養の向上、福祉の増進。中心市街地の活性化を目的とする施設である[1]。2016年（平成28年）開館。名称のオリナス一宮は公募から選ばれ、オリナスは一宮市が織物の産地であることから、「織り成す」をイメージしたものである[2]。建物は本町商店街に面する。
- 建物は建築家鈴木禎次の手により東海銀行の前身の名古屋銀行一宮支店として1924年（大正13年）竣工。1980年（昭和55年）に東海銀行一宮支店の新築移転により一宮市が建物を買収。一宮市役所西分庁舎として利用された[3]。
- オリナス一宮への改修工事では、可能な限り1924年の竣工時の姿が再現され、同時に建物の増築及びキャノピーが設置された。

## 施設概要
建物は3階建だが、1階は2階までの吹き抜けの構造である。
1階
- ホール（多目的イベントスペース）

3階
- 多目的スペース
- 大会議室
- 中会議室
- 小会議室

## 利用案内
- 利用時間：9:00 - 21:00
- 休館日：月曜日（月曜日が祝日の場合はその翌日）、年末年始（12月29日 - 1月3日）

## 交通アクセス
- JR東海道本線「尾張一宮駅」、名古屋鉄道名古屋本線・尾西線名鉄一宮駅下車、徒歩で約7分。
- 名鉄バス（一宮・宮田線、一宮・川島C線、江南団地線、古知野線）「本町」バス停下車、徒歩約2分。
- i-バス
  - 千秋町コース「本町」バス停下車、徒歩約2分。
  - 一宮コース「一宮市役所」バス停下車、徒歩約3分。

## 周辺施設
- 一宮市役所本庁舎
- 真清田神社
- 一宮市本町商店街
- 一宮警察署